# Chipping Barnet (circonscription britannique)
Pour les articles homonymes, voir Chipping Barnet.
Circonscription parlementaire de la Chambre des communes
La circonscription de Chipping Barnet est une circonscription électorale anglaise située dans le Grand Londres, et représentée à la Chambre des communes du Parlement britannique depuis 2024 par Dan Tomlinson du Parti travailliste.

## Géographie
La circonscription comprend :
- La partie nord du borough londonien de Barnet
- Les quartiers de Barnet, East Barnet, Totteridge, Whetstone, Friern Barnet et Monken Hadley

## Députés
Les Members of Parliament (MPs) de la circonscription sont :
| Législature                     | Années        | Député           | Député            | Parti        |
| ------------------------------- | ------------- | ---------------- | ----------------- | ------------ |
| Chipping Barnet issue de Barnet |               |                  |                   |              |
| 46e                             | 1974–1974     |                  | Reginald Maudling | Conservateur |
| 47e                             | 1974–1979     |                  | Reginald Maudling | Conservateur |
| 48e                             | 1979–1981     | Sydney Chapman   |                   | Conservateur |
| 49e                             | 1983–1987     | Sydney Chapman   |                   | Conservateur |
| 50e                             | 1987–1992     | Sydney Chapman   |                   | Conservateur |
| 51e                             | 1992–1997     | Sydney Chapman   |                   | Conservateur |
| 52e                             | 1997–2001     | Sydney Chapman   |                   | Conservateur |
| 53e                             | 2001–2005     | Sydney Chapman   |                   | Conservateur |
| 54e                             | 2005–2010     | Theresa Villiers |                   | Conservateur |
| 55e                             | 2010–2015     | Theresa Villiers |                   | Conservateur |
| 56e                             | 2015–2017     | Theresa Villiers |                   | Conservateur |
| 57e                             | 2017–2019     | Theresa Villiers |                   | Conservateur |
| 58e                             | 2019–2024     | Theresa Villiers |                   | Conservateur |
| 59e                             | 2024–en cours |                  | Dan Tomlinson     | Travailliste |

Theresa Villiers (2010-2024)
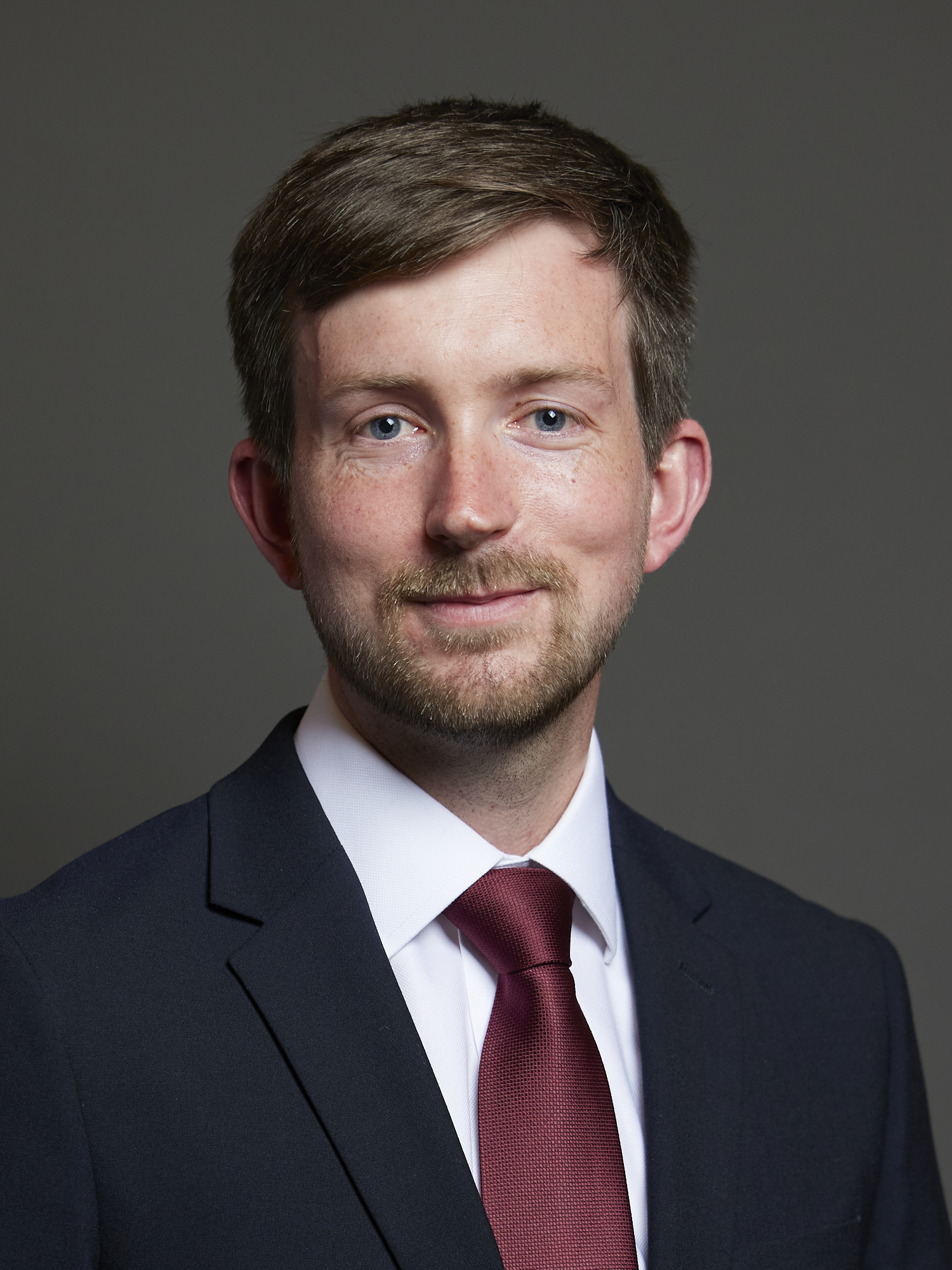
Dan Tomlinson (depuis 2024)